# Stadion Pecara
Pecara je nogometni stadion u Širokom Brijegu u zapadnoj Hercegovini, BiH. Stadion ima 5147 sjedećih mjesta, iako je rekordan broj gledatelja na utakmici bio 10.000.
Domaće je igralište nogometnom klubu Široki Brijeg još od kraja 1950-ih. Nalazi se odmah pokraj gradske dvorane Pecara. Krajem 90-ih godina stadion je renoviran i dobio je današnji izgled.